# Clito el Blanco
Clito Leuco, El Blanco (m. Tracia, 318 a. C.) fue un almirante macedonio.
Acompañó a Alejandro Magno en la conquista del Imperio persa. Contribuyó a reprimir la sublevación de las ciudades griegas derrotando a la flota ateniense en las batallas de Abidos y de Amorgos (322 a. C.). Fue nombrado sátrapa de Lidia (321 a. C.), pero fue expulsado por Antígono (319 a. C.). Después de aquello, se refugió junto a Poliperconte en Macedonia. Este le puso al mando de la flota enviada a la Propóntide que evitaría el paso de Antígono a Europa, pero fue derrotado en el Bósforo y poco tiempo después muerto en Tracia (318 a. C.).